# Aşağıargıt, Muradiye
Aşağıargıt là một xã thuộc thành phố Muradiye, tỉnh Van, Thổ Nhĩ Kỳ. Dân số thời điểm năm 2011 là 733 người.